# Kleine clausilia
De kleine clausilia (Clausilia rugosa) is een slakkensoort uit de familie van de Clausiliidae. De wetenschappelijke naam van de soort werd voor het eerst geldig gepubliceerd in 1801 door Jacques Draparnaud als Pupa rugosa.

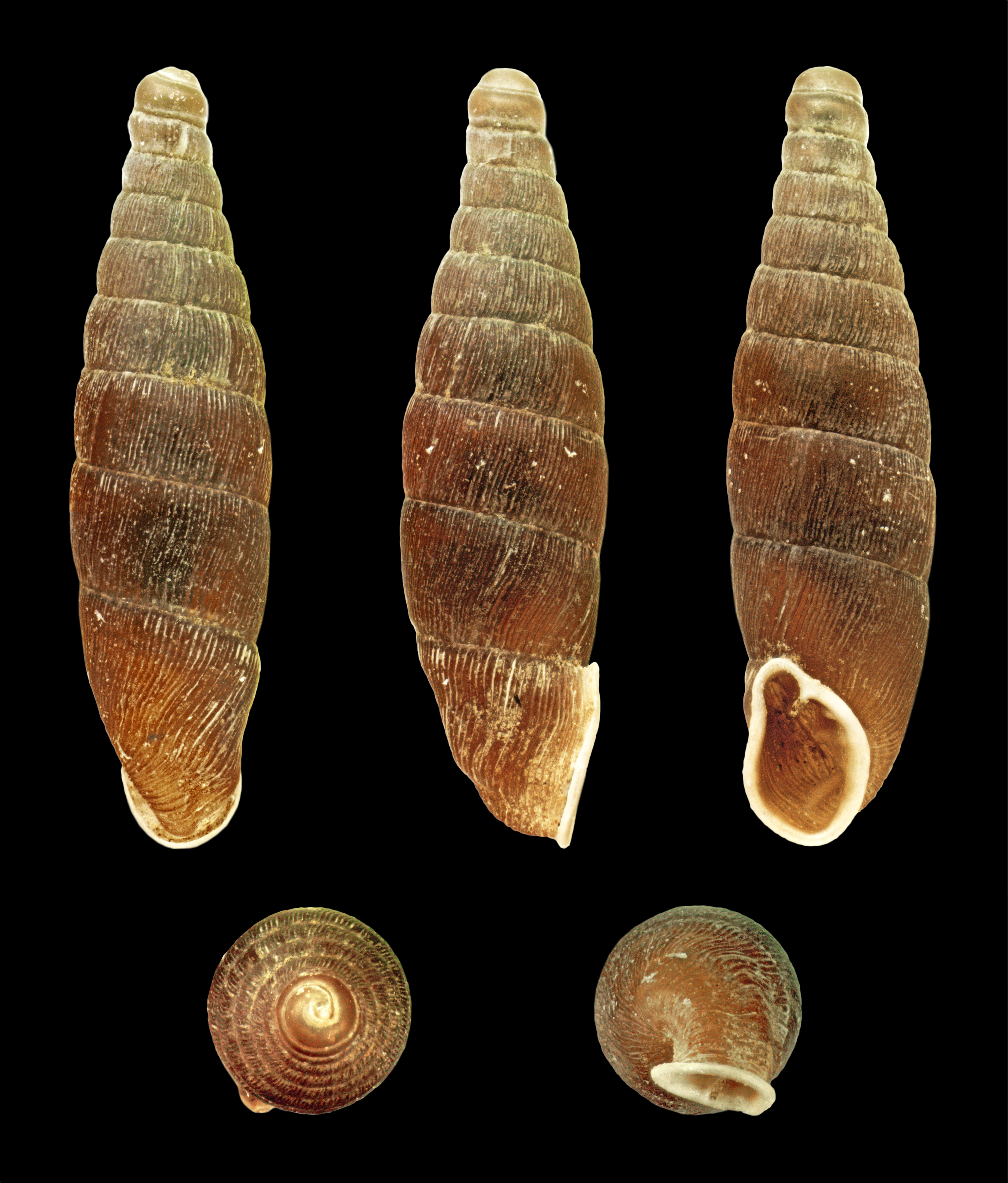

## Ondersoorten
- Clausilia rugosa andusiensis Coutagne, 1886
- Clausilia rugosa belonidea Bourguignat, 1877
- Clausilia rugosa lamalouensis A. Letourneux, 1877
- Clausilia rugosa magdalenica Salvañá, 1887
- Clausilia rugosa parvula A. Férussac, 1807
- Clausilia rugosa penchinati Bourguignat, 1876
- Clausilia rugosa pinii Westerlund, 1878
- Clausilia rugosa provincialis Coutagne, 1886
- Clausilia rugosa reboudii Dupuy, 1851
- Clausilia rugosa rugosa (Draparnaud, 1801)